# Katastrofa samolotu wojskowego w Medanie
Katastrofa samolotu wojskowego w Medanie – wydarzyła się 30 czerwca 2015 roku w Medanie na północnej Sumatrze. W wyniku katastrofy samolotu Lockheed C-130 Hercules, zginęło 109 pasażerów i 12 członków załogi – wszyscy na pokładzie oraz 22 osoby na ziemi.

## Przebieg lotu
Samolot wystartował z Medanu i leciał na wyspy Natuna. W trakcie lotu pilot zgłosił problem z silnikiem. Maszyna runęła na dzielnicę mieszkalną.